# Hispano HA-200
Hispano HA-200 Saeta là một máy bay huấn luyện phản lực hai chỗ do hãng Hispano Aviación của Tây Ban Nha chế tạo vào thập niên 1950.

## Thiết kế và phát triển
HA-200 Saeta (Dart) là máy bay động cơ phản lực turbo đầu tiên của Tây Ban Nha. Nó được phát triển từ mẫu máy bay huấn luyện động cơ piston trước đó là HA-100 Triana với sự giúp đỡ của Willy Messerschmitt. Nguyên mẫu bay lần đầu tiên vào ngày 12 tháng 8 năm 1955 và chiếc máy bay đầu tiên được sản xuất hoàn chỉnh bay vào năm 1962. Máy bay HA-200A được chuyển giao cho Không quân Tây Ban Nha với tên gọi là E.14. Phiên bản một chỗ (HA-220) với vai trò tấn công mặt đất được phát triển và chuyển giao cho Tây Ban Nha với tên gọi là C.10.
Loại máy bay này cũng được chế tạo tại Ai Cập với giấy phep chế tạo, tại Ai Cập nó có tên gọi là Helwan HA-200B Al-Kahira do hãng Helwan Air Works chế tạo.

## Các phiên bản

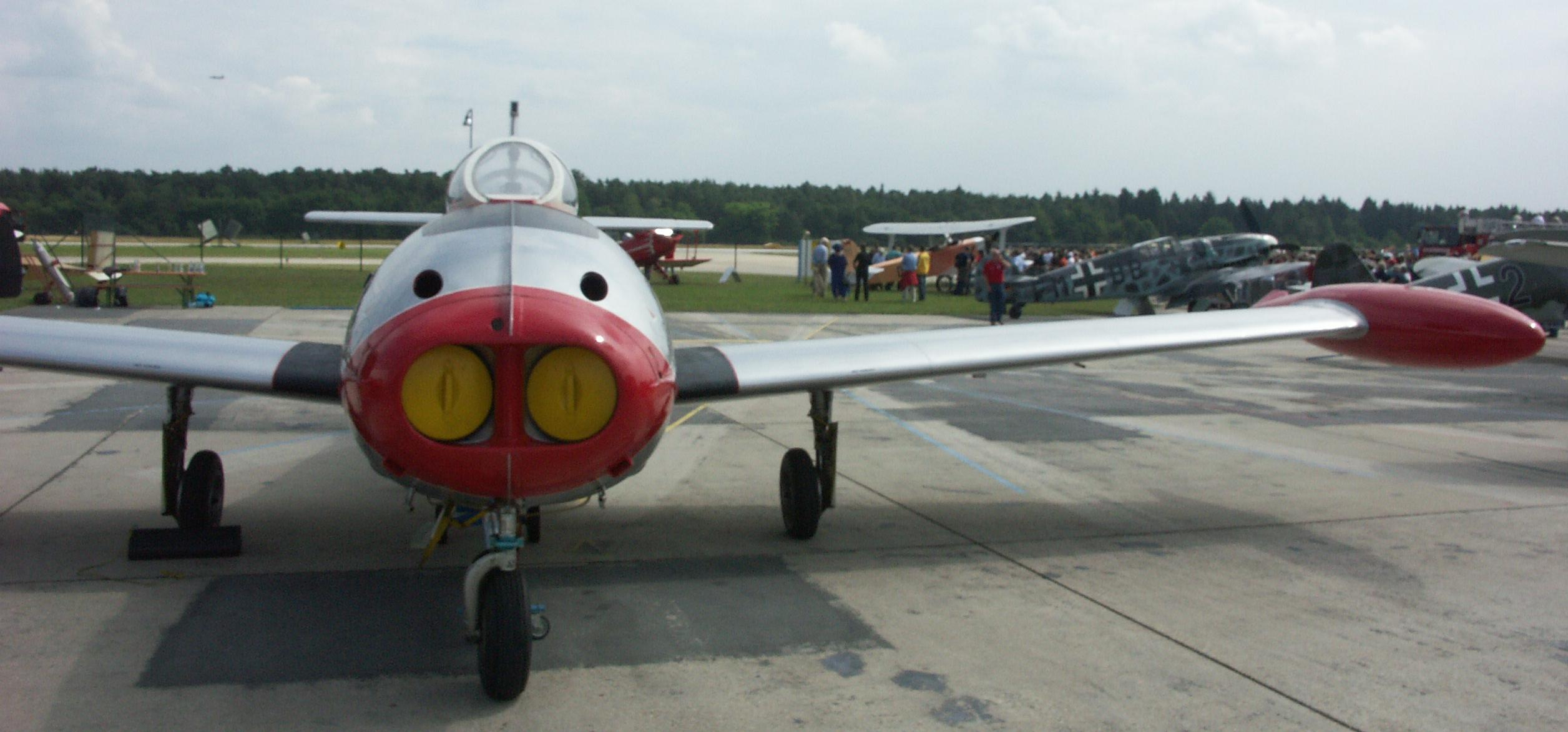
HA 200 nhìn từ phía trước

HA-200A
Phiên bản sản xuất đầu tiên, 30 chiếc.
HA-200B
10 chiếc với động cơ Turboméca Marboré IIA được bán cho Ai Cập, và 90 được chế tạo tại Ai Cập.
HA-200D
Phiên bản cải tiến cho Không quân Tây Ban Nha với hệ thống nâng cấp, 55 chiếc.
HA-200E Super Saeta
HA-200D được trang bị động cơ Marbore VI, nâng cấp hệ thống điện tử hàng không và khả năng sử dụng rocket không đối không, 40 chiếc được chuyển đổi.
HA-220
Phiên bản tấn công mặt đất của HA-200E cho Không quân Tây Ban Nha, 25 chiếc.

## Các quốc gia sử dụng
Ai Cập
- Không quân Ai Cập

 Tây Ban Nha
- Không quân Tây Ban Nha

## Thông số kỹ thuật HA-200E)

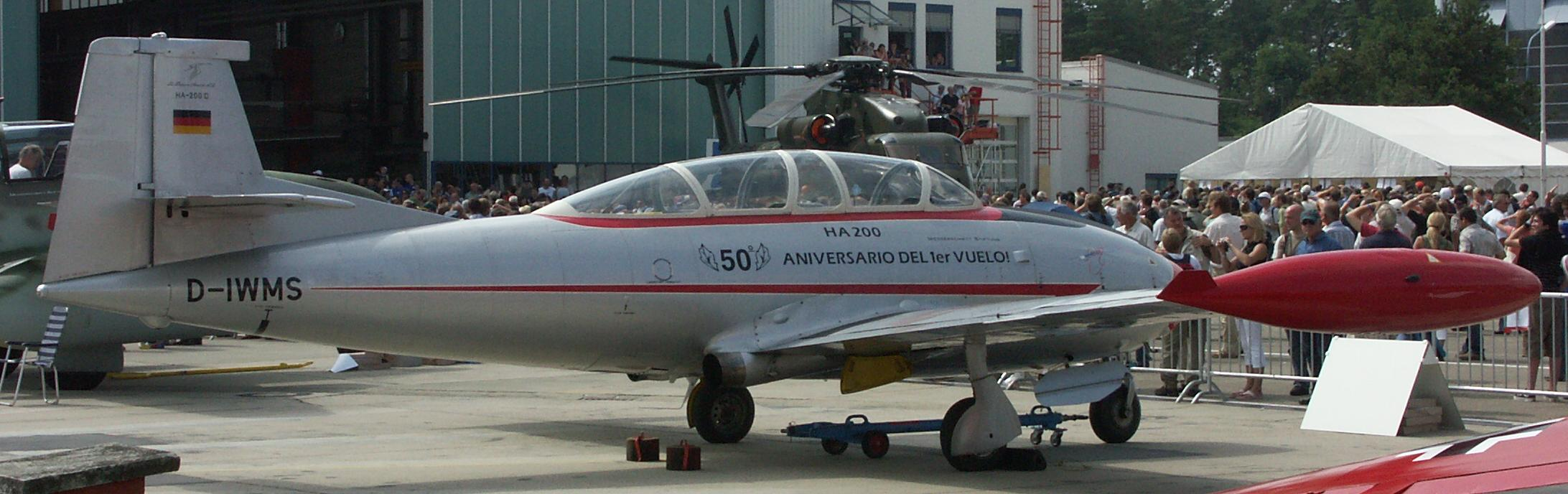
Hispano Aviacion HA-200

### Đặc điểm riêng
- Phi đoàn: 2
- Chiều dài: 8.97 m (29 ft 5 in)
- Sải cánh: 10.93 m (35 ft 10⅓ in)
- Chiều cao: 2.85 m (9 ft 4½ in)
- Diện tích cánh: 17.40 m² (187.30 ft²)
- Trọng lượng rỗng: 2020 kg (4.453 lb)
- Trọng lượng cất cánh: 3600 kg (7.937 lb)
- Trọng lượng cất cánh tối đa: n/a
- Động cơ: 2 × động cơ phản lực Turboméca Marboré VI, 480 kN (1.058 lbf) mỗi chiếc

### Hiệu suất bay
- Vận tốc cực đại: 690 km/h (429 mph)
- Tầm bay: 1500 km (932 miles)
- Trần bay: 13000 m (42.650 ft)
- Vận tốc lên cao: n/a
- Lực nâng của cánh: n/a
- Lực đẩy/trọng lượng: n/a

### Vũ khí
- Pháo 20 mm
- Bom, tên lửa, rocket

## Nội dung liên quan

### Trình tự thiết kế
HA-100 • HA-200 • HA-220